# Trocadéro
Il Trocadéro è un'area monumentale di Parigi situata sulla riva destra (Rive Droite) della Senna, nel XVI arrondissement. Si estende dal Palais de Chaillot fino al Pont d'Iéna, di fronte alla Torre Eiffel. Il nome deriva dalla battaglia del Trocadero, combattuta nel 1823 tra gli eserciti francese e spagnolo nel corso della spedizione francese in Spagna.

## Palais de Chaillot
In occasione dell'Esposizione Internazionale del 1937 fu demolito il precedente Palais du Trocadéro, costruito per l'Esposizione universale del 1878, e al suo posto fu costruito l'attuale palazzo.
È costituito da due grandi ali a forma di arco allargato, separate da un ampio piazzale chiamato esplanade du Trocadéro, che offre una spettacolare vista verso la Torre Eiffel, situata sull'altro lato della Senna dopo il pont d'Iéna.
Le due ali sono decorate da frasi del poeta francese Paul Valéry e ospitano una serie di musei e teatri:
- Musée de l'Homme, situato nell'ala sud
- Museo nazionale della marina situato nell'ala sud (Passy)
- Cité de l'architecture et du patrimoine, situato nell'ala est
- Musée national des Monuments Français, situato nell'ala est
- Théâtre de Chaillot, situato al di sotto dell'esplanade du Trocadéro

L'ingresso principale del palazzo si trova nella Place du Trocadéro-et-du-11-Novembre (VIII arrondissement), al centro della quale è posto un monumento al maresciallo Ferdinand Foch.

## Galleria d'immagini

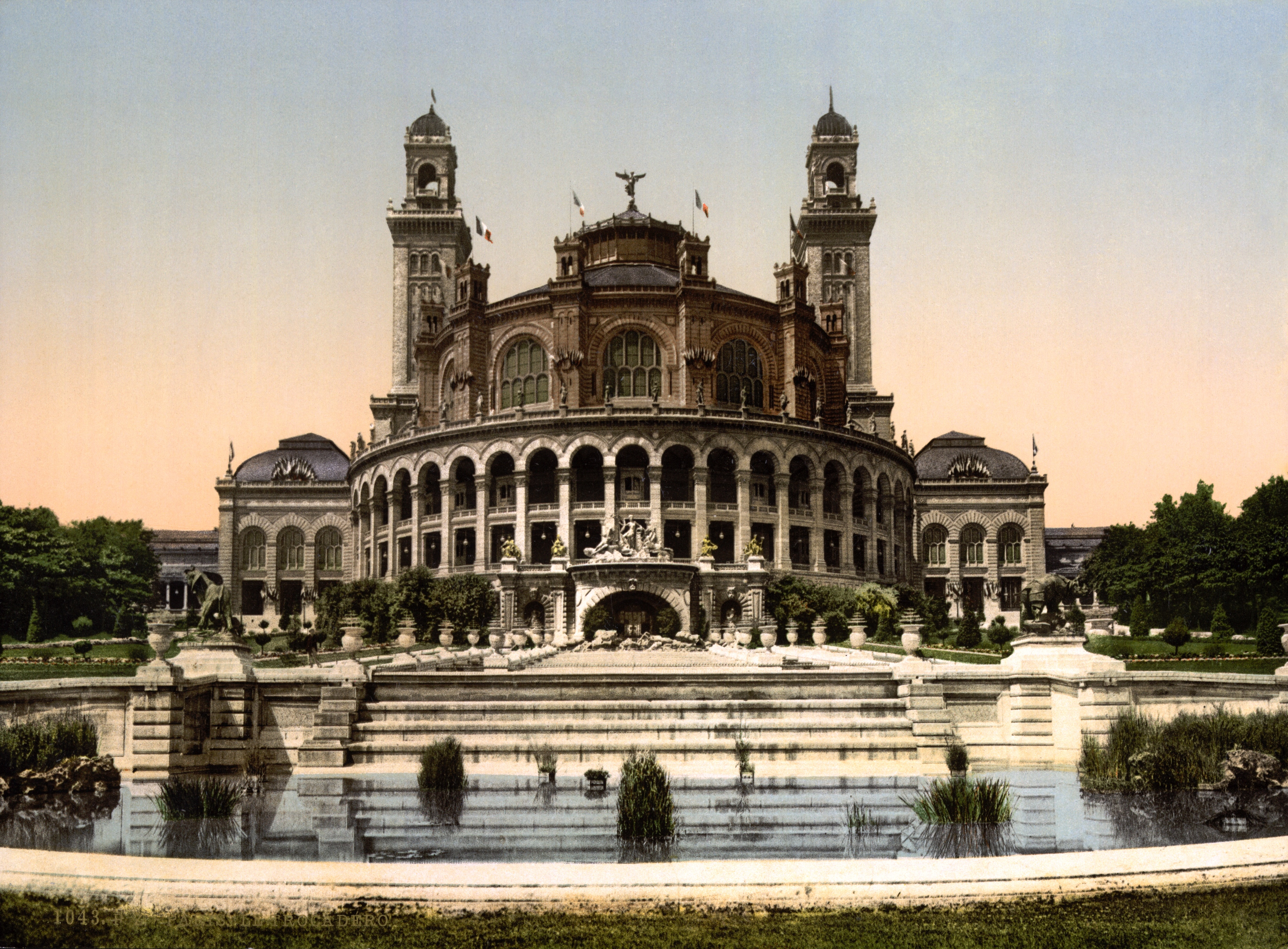
Il Palais du Trocadéro, demolito nel 1937
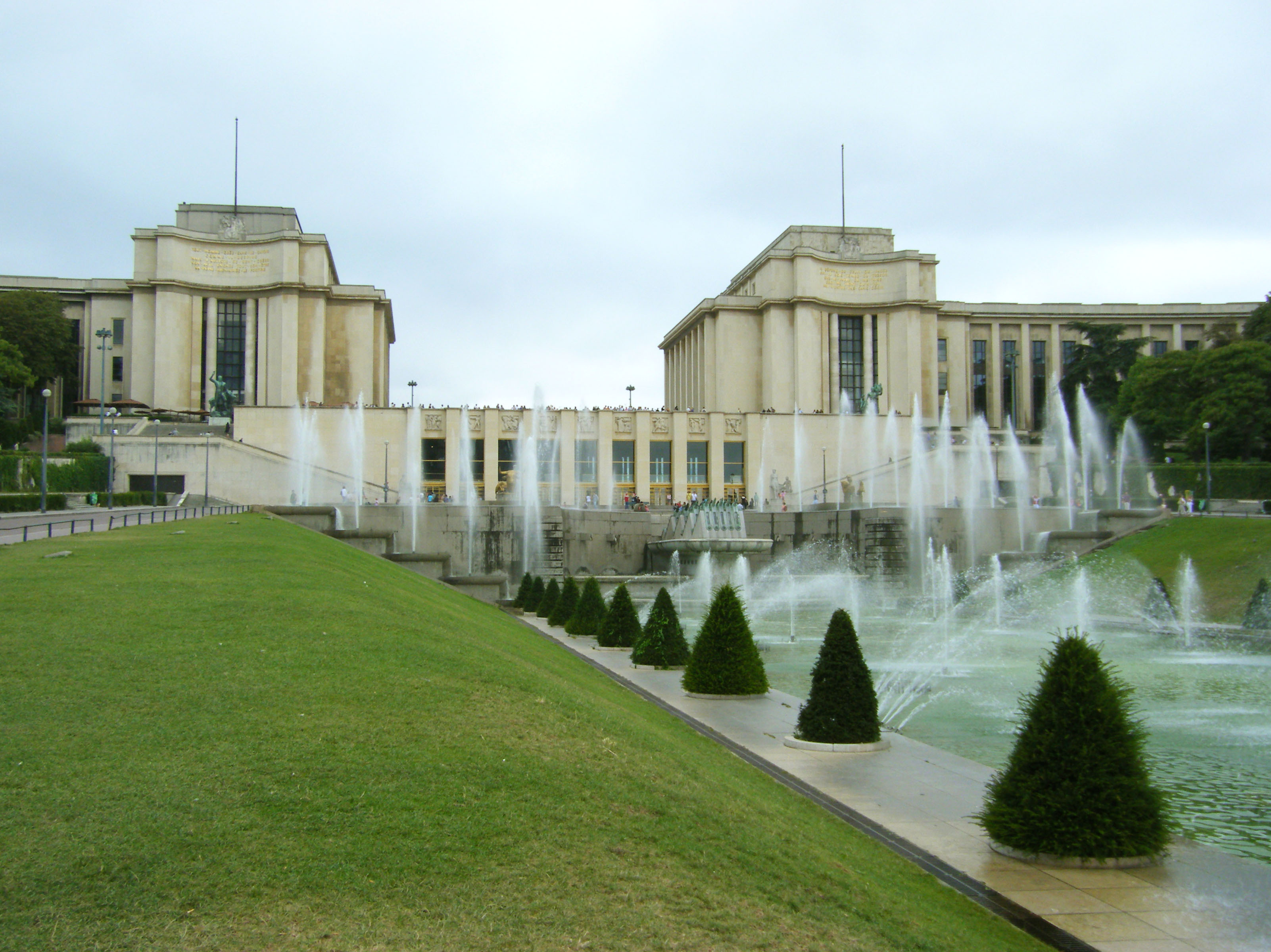
Il Palais de Chaillot fotografato dai giardini verso la Senna
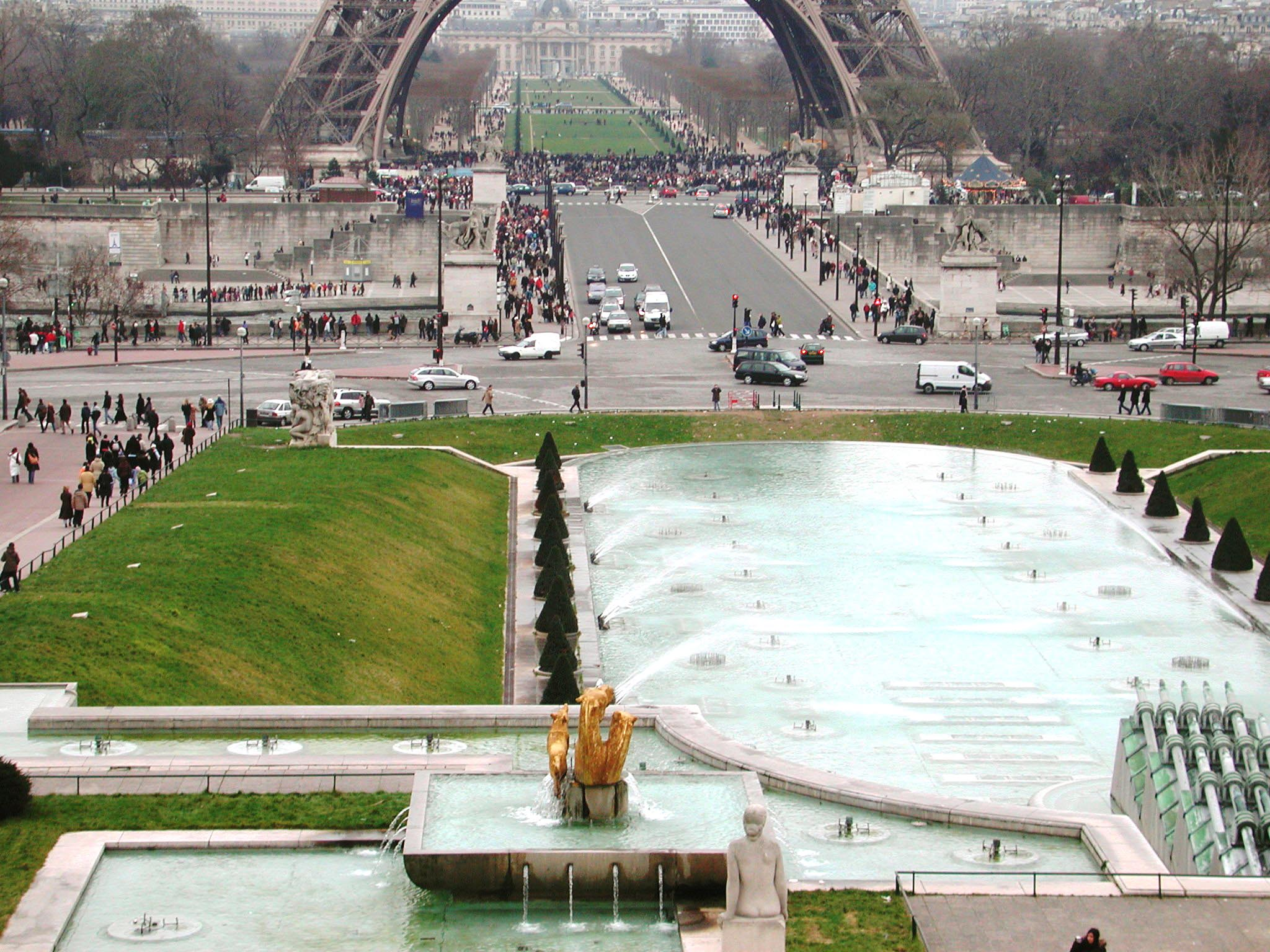
Le fontane davanti al Palais de Chaillot. Sullo sfondo il Pont d'Iéna e la base della Tour Eiffel. Più in distanza gli Champ de Mars e l'École militaire
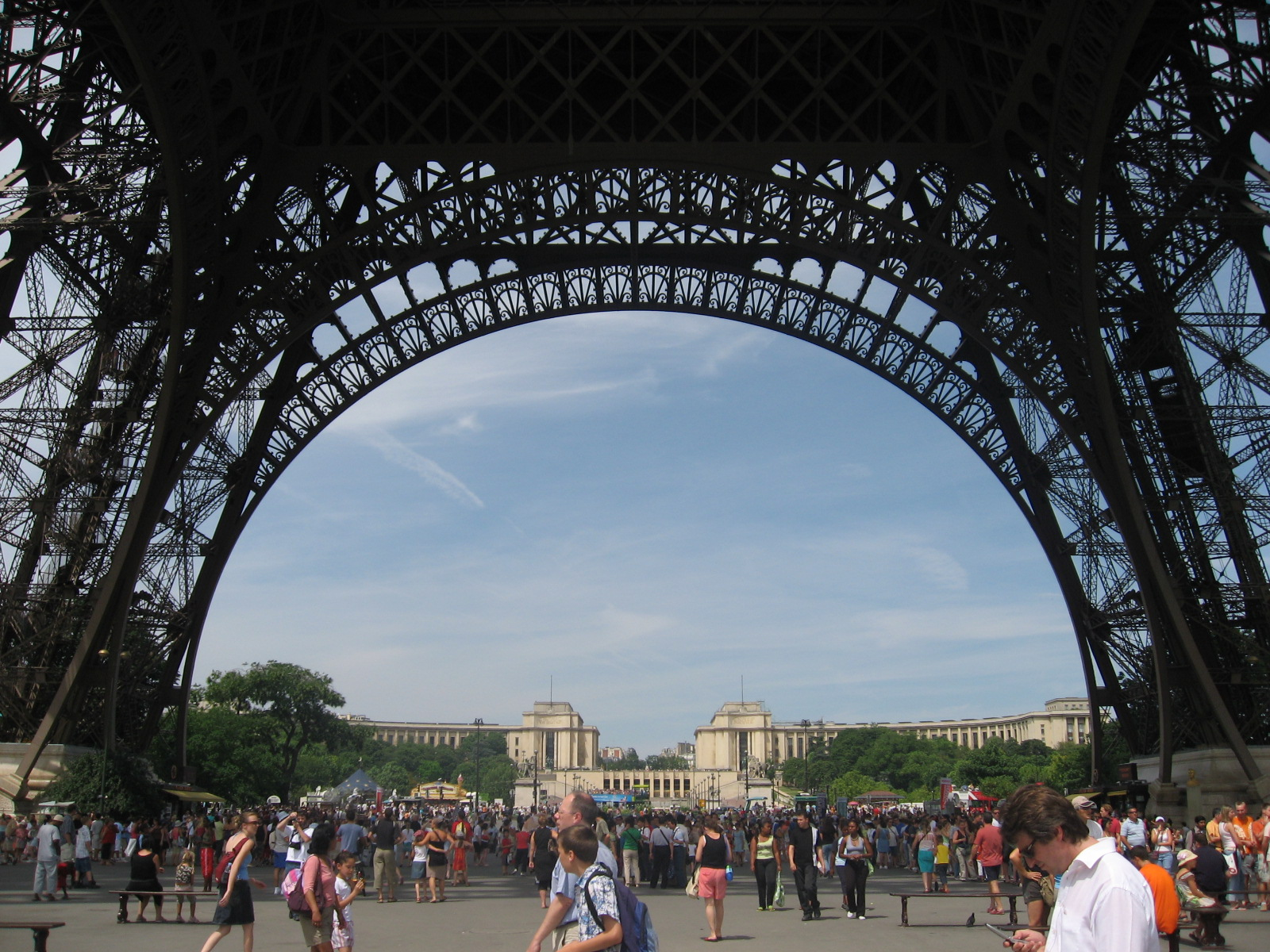
Il Palais de Chaillot visto da sotto la Tour Eiffel
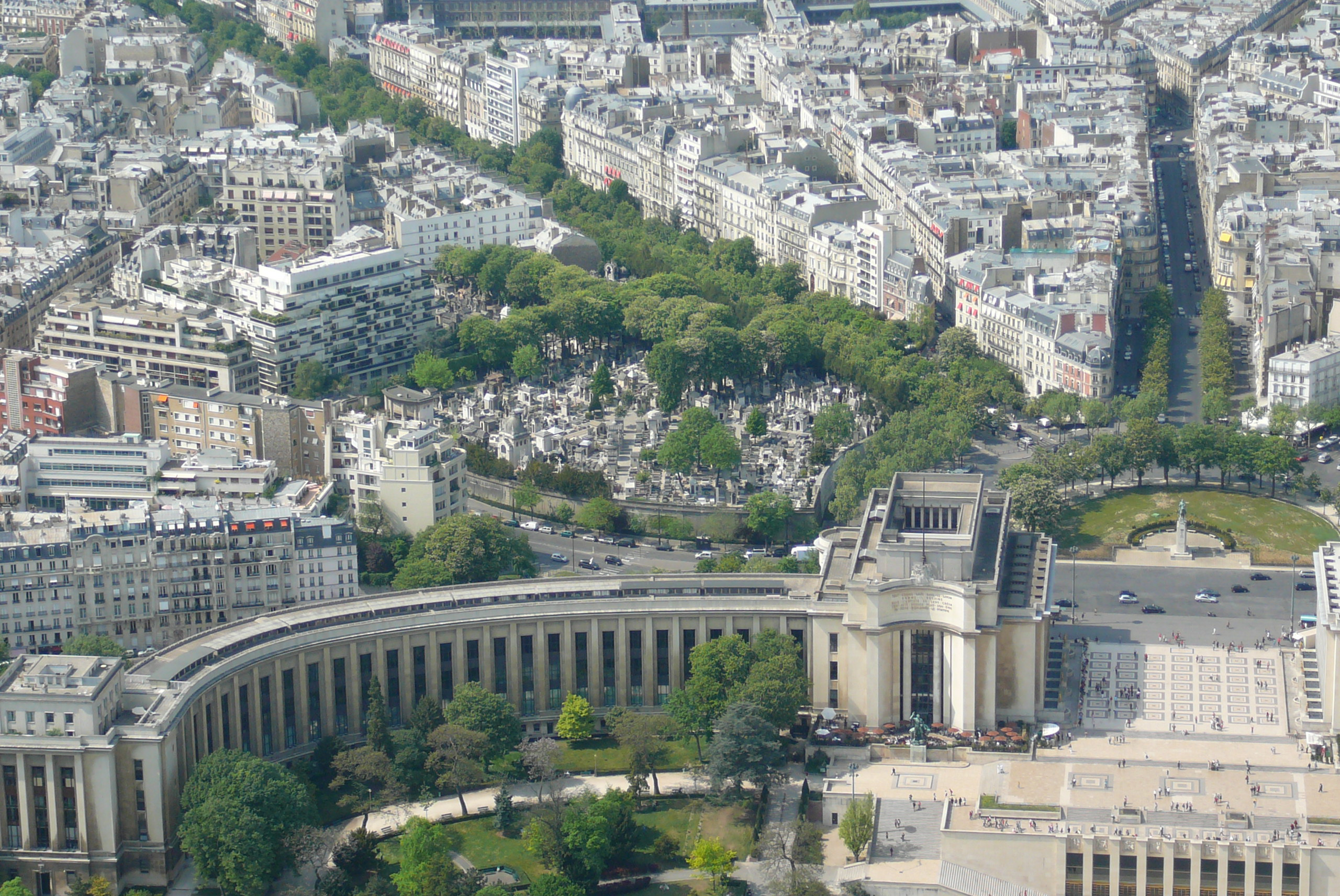
Una vista del Palais de Chaillot dall'alto della Tour Eiffel
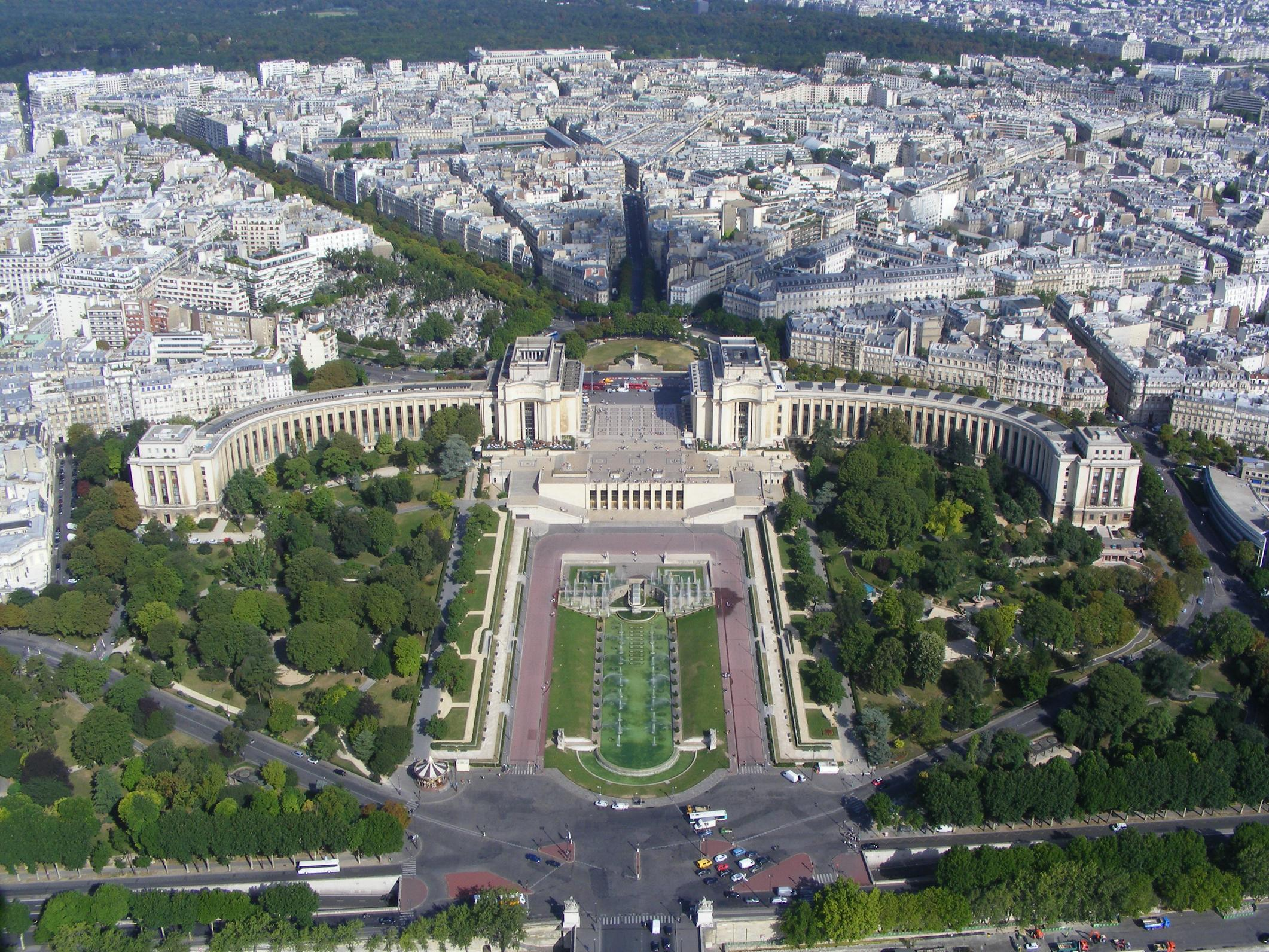
Una vista completa del Palais de Chaillot dalla Tour Eiffel

## Eventi sportivi
Al Trocadéro si è svolta la parte finale della cerimonia di apertura dei Giochi della XXXIII Olimpiade. Tra il 1º e il 7 agosto 2024 l'area è stata invece il punto di partenza e d'arrivo delle corse in linea del ciclismo su strada e delle gare di marcia dei Giochi della XXXIII Olimpiade.